# Mimegralla gowgeyi
Mimegralla gowgeyi är en tvåvingeart som först beskrevs av Frey 1929.  Mimegralla gowgeyi ingår i släktet Mimegralla och familjen skridflugor. Inga underarter finns listade i Catalogue of Life.